# Kenny Scharf
Kenny Scharf (Los Angeles, 23 novembre 1958) è un artista statunitense, noto per aver fatto parte dell'eclettica scena artistica dell'East Village newyorkese durante gli anni '80.
Contemporaneo di Jean-Michel Basquiat e Keith Haring, la produzione fai-da-te di Scharf spazia tra pittura, scultura, moda, video, performance art e arte di strada. Alcune delle sue opere comprendono icone della cultura pop, come Gli antenati e I pronipoti, o caricature della classe media americana in ambientazioni fantascientifiche apocalittiche.

## Biografia
Nato a Los Angeles nel 1958, Scharf cresce nella California meridionale del secondo dopoguerra, rimanendo affascinato dalla televisione e dallo stile modernista. Si trasferisce quindi a Manhattan, dove consegue un B.F.A. in pittura alla School of Visual Arts di New York nel 1980. Nell'East Village degli anni '80, Scharf inaugura le sue "caverne cosmiche" (Cosmic Caverns), installazioni immersive di luce nera e vernice fluorescente che fungono anche da discoteche. La prima "caverna", nota come "ripostiglio cosmico" (Cosmic Closet), viene allestita nel 1981 nell'appartamento condiviso da Scharf e Keith Haring a Times Square. Nello stesso periodo, Scharf allestisce importanti mostre alla Fun Gallery e alla Shafrazi Art Gallery, prima di vedere il suo lavoro accolto dalle istituzioni museali.
In aggiunta alle esposizioni, Scharf ha disegnato la copertina dell'album Bouncing Off the Satellites, dei B-52, e ha realizzato l'episodio pilota dello show televisivo The Groovenians su Cartoon Network. Nel 2020, ha collaborato con Dior per la presentazione di una nuova collezione della maison francese.